# Neoserica deceptor
Neoserica deceptor är en skalbaggsart som beskrevs av Louis Albert Péringuey 1892. Neoserica deceptor ingår i släktet Neoserica och familjen Melolonthidae. Inga underarter finns listade i Catalogue of Life.